# Keizersvis
De keizersvis (Pomacanthus imperator) is een soort uit de familie van de engel- of keizersvissen. Hij wordt ook wel gewone keizersvis genoemd, ter onderscheiding van ten minste 75 andere soorten die in het Nederlands keizersvis in hun naam dragen.

## Kenmerken
Mannetjes en wijfjes hebben hetzelfde kleurpatroon. Volwassen vissen hebben gele en blauwe strepen over hun lichaam, en een zwarte rand om de ogen. Ze kunnen tot 40 centimeter groot worden. Jonge vissen (tot 4 jaar) hebben een ander kleurpatroon en vormen eigen territoria, waarin zij geen leeftijdsgenoten dulden. Zij zijn lichtblauw met witte concentrische cirkels en boogvormige lijnen.
Deze vis heeft een hoog, zijdelings samengedrukt lichaam met een vooruitstekende bek, die bezet is met vlijmscherpe, kamvormige tandjes. Aan de onderkant van het kieuwdeksel zit een grote stekel.

## Leefwijze
Deze solitair levende vis is een felle verdediger van zijn territorium tegenover volwassen soortgenoten. Soms maken zij daarbij grommende of knakkende geluiden. Als ze worden bedreigd, maken ze harde klopgeluiden.
De keizersvis graast koraalbanken af op zoek naar kreeftjes, poliepen en wormen. Hij kan ook het taaie vlees van sponzen verteren, wat maar weinig vissen lukt. Mannetjes houden er een harem op na, dat bestaat uit 2 tot 5 vrouwtjes. Mannetjes en vrouwtjes vormen soms ook paren. Na de dood van het mannetje wordt de dominante rol van het mannetje overgenomen door een van geslacht veranderd vrouwtje. De vissen paaien een keer per jaar nabij de oppervlakte en de bevruchte eieren worden meegenomen door de stroom. Na een maand in open water te hebben geleefd, zoeken de larven een koraalrif op om te koloniseren.

## Verspreiding en leefgebied
Deze soort komt vooral voor op de koraalriffen van de Rode Zee, Indische Oceaan (tot Mauritius) en Grote Oceaan (tot de tropische eilanden van Japan, Hawaï en Nieuw-Caledonië).